# لي سيول
لي سيول (بالكورية: 이설) هي ممثلة كورية جنوبية. ولدت يوم 13 أبريل 1993 في محافظة تشونغدو في كوريا الجنوبية.

## اعمالها

### مسلسلات تلفزيونية
| عام  | عنوان                    | الدور         | Ref.        |
| ---- | ------------------------ | ------------- | ----------- |
| 2018 | بعد المطر                | يونغ-ران      | [ 4 ]       |
| 2018 | أقل من الشر / محقق سيئ   | اون سون-جاي   | [ 5 ]       |
| 2019 | عتدما ينادي الشيطان أسمك | لي كيونغ      | [ 6 ]       |
| 2023 | بينه وبينها              | هان سيونغ اوك | [ 7 ] [ 8 ] |
| 2025 | فيلمنا                   | تشاي سيو يونغ | [ 9 ]       |

### مسلسلات ويب
| عام       | عنوان         | الدور       | ملاحظة                                          | المراجع |
| --------- | ------------- | ----------- | ----------------------------------------------- | ------- |
| 2020      | أمانزا        | مين-جونغ    |                                                 | [ 10 ]  |
| 2021–2023 | دي بي         | شين هاي-يون | دور ثانوي في الموسم الأول؛ دور داعم في الموسم 2 | [ 11 ]  |
| 2021      | يوم واحد عادي | سيو سو-جين  |                                                 | [ 12 ]  |

## روابط خارجية
- لي سيول على موقع IMDb (الإنجليزية)
- لي سيول على موقع قاعدة بيانات الفيلم (الإنجليزية)
- لي سيول على موقع كينوبويسك (الروسية)